# 14e groupe d'autos-mitrailleuses et autos-canons
Pour les articles homonymes, voir 14e groupe (unité militaire).
Le 14e groupe d'autos-mitrailleuses et autos-canons (ou 14e GAMAC), est constitué en novembre 1914, en même temps que les 13e et 15e groupes, lors de la deuxième vague de mise à disposition de l'armée française de ces petites unités d'artillerie légère mobile, au début de la campagne contre l'Allemagne.

## Création, dénominations et affectations
Créé au début de novembre 1914 par l'état-major du gouverneur militaire de Paris, le 14e groupe d'autos-canons de la Marine lui reste affecté jusqu'au 10 mai 1915 lorsqu'il quitte la région parisienne pour le Nord, car il est rattaché au 2e corps de cavalerie. Puis, il est organiquement affecté à la 6e division de cavalerie le 12 juin 1915. Le groupe est dissous au front en tant qu'unité de Marine le 21 mai 1916 et immédiatement recréé comme unité de l'armée de terre sous le nom de 14e groupe d'autos-mitrailleuses et autos-canons, toujours organiquement affecté à la 6e division de cavalerie. Ce rattachement dure moins de trois mois, le groupe étant rappelé à Versailles au Centre d'instruction des autos-mitrailleuses (CIAM) pour y être dissous début août 1916.
Reprenant le nom de 14e GAMAC, un groupe d'autos-mitrailleuses entièrement doté de véhicules neufs et de nouveaux personnels est recréé à partir d'octobre 1918 et opérationnel vers le 10 novembre 1918. Peu de temps après l'armistice il prend la route de l'Allemagne où il reste de nombreuses années affecté à la 10e armée puis à l'armée du Rhin, spécifiquement constituée pour occuper l’Allemagne en application du Traité de Versailles. Il conserve son numéro le 1er novembre 1922 lorsque les groupes d’autos-mitrailleuses de cavalerie (A.M.C.) deviennent escadrons d’autos-mitrailleuses de cavalerie (EAMC) et le 1er mars 1923 lorsque la quasi-totalité des EAMC changent de numéro.

## Historique des campagnes et batailles

### Campagne contre l'Allemagne
1914
Jusqu'à fin décembre le groupe est à l'instruction à Vincennes.
1915
- Dès qu'il est opérationnel, fin janvier, le 14e groupe de Marine est affecté au camp retranché de Paris pour prendre un service de défense contre aéronefs au fort de Villeras puis à Vélizy. Il y reste tout l'hiver et au printemps.
- Affecté à la 6e division de cavalerie (DC) le 10 mai, il rejoint son état-major quelques jours plus tard à Ruitz (Pas-de-Calais). Plusieurs stationnements dans ce département, sans emploi particulier, jalonnent la vie du groupe au début de l'été.
- Le 30 juin le groupe prend la route pour les Vosges, vers lesquelles la 6e DC est dirigée par chemin-de-fer. Il est engagé en tant qu'AMAC à La Fontenelle (Ban-de-Sapt, St Dié des Vosges) les 8 et 9 juillet puis à Launois, dans le même secteur, le 24 juillet. Le groupe est alors cantonné à Raon-l'Étape qu'il ne quitte que le 28 août pour gagner la Meuse et stationner en septembre à Stainville.
- Après plusieurs mouvements dans la Marne, le 14e groupe arrive à Lunéville. Une de ses sections assure un service de tranchées dans la forêt de Parroy en décembre.

1916
- Après un mois sans activité à Lunéville le groupe part pour Maixe (Nancy) qui sert de cantonnement arrière pour un service aux tranchées dans un autre centre de résistance de la forêt de Parroy, service qui dure jusqu'à fin juillet, uniquement interrompu par la dissolution de l'unité en tant que groupe de Marine et sa reconstitution en GAMAC.
- Le 7 août 1916, le groupe est retiré à la 6e DC pour être dissous à Versailles.

### L'armistice et l'Allemagne
1918

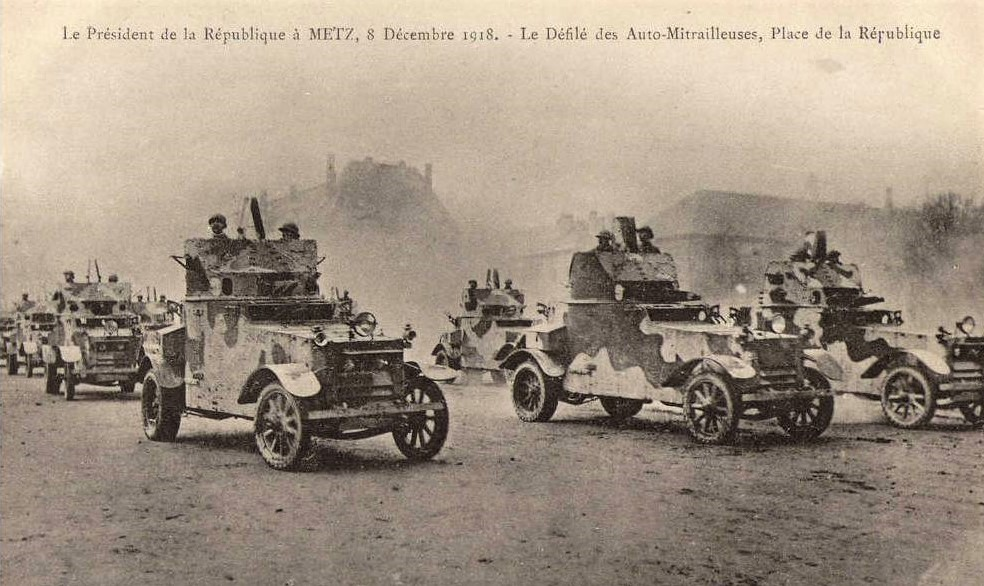
Le 14e GAMAC défile à Metz (8 décembre 1918).

- Le 14e GAMAC se reconstitue progressivement à partir de la mi-octobre 1918. Il ne part de Versailles que le 10 novembre en direction de la Lorraine où il rejoint le 16e GAMAC le 11. À partir de ce jour ces deux unités restent proches dans leurs destinations et leurs missions jusqu'en août 1919.
- À Metz le 19 novembre, le 14e GAMAC dans son ensemble participe au défilé marquant l'entrée solennelle des troupes françaises dans la ville. Puis, le 8 décembre, plusieurs voitures du groupe sont appelées à défiler lors de la cérémonie de remise du bâton de maréchal au général Pétain. Le 12 ou le 13, le groupe prend la direction de Coblence.

1919
- Dès le début janvier le 14e et le 16e groupes d'autos-mitrailleuses sont établis sur la rive droite du Rhin non loin de Coblence. Le 14e stationne à Saint-Goarshausen tout le mois puis à Eppstein (entre Wiesbaden et Francfort) à partir de février pour toute l'année. Il est requis du 1er au 14 avril à Sarrebruck pour une opération de maintien de l'ordre.

1920-1922
Le groupe est principalement positionné à Mayence. Il participe à l'opération de franchissement du Rhin le 8 mars 1921 avec le 4e et le 15e groupes. Ces trois unités désormais nommées « escadrons d'autos-mitrailleuses de cavalerie » sont rassemblées en 1922 dans le 4e groupe d'escadrons d'autos-mitrailleuses de cavalerie, sous les ordres d'un chef d'escadron.

## Commandants du14egroupe
- Période Marine[2].
  - Lieutenant de vaisseau Robert de Vogüé (novembre 1914 - 4 juin 1916) qui commande également la 27e section.
  - L'enseigne de vaisseau de 1re classe Georges Lecocq, chef de la 28e section depuis la création du groupe jusqu'au 17 janvier 1916.
- Période Cavalerie[3]
  - On ignore qui assure l'intérim du commandement entre le départ du LV de Vogüé et la dissolution du groupe début août 1916. Cette fonction a pu être assurée par le lieutenant François Loumian au moins jusqu'à son départ le 13 juin.
  - Capitaine Jean d'Andurain du 16 août 1918, date de la reconstitution du groupe, jusqu'au 5 septembre 1919.
  - Capitaine René Farcis (1er octobre 1919 - 15 décembre 1919).
  - Lieutenant René Baey, par intérim du 16 au 31 décembre 1919.
  - Capitaine Émile Colonna de Giovenilla (1er janvier 1920 - 26 juillet 1921).
  - Capitaine Paul Gastey à compter du 26 juillet 1921.

## Pertes du groupe en opérations
Les travaux sur le 14e groupe ne font mention que des pertes présentées ci-dessous. Au vu des pertes des autres groupes, il est probable que d'autres pertes n'ont pu être repérées. Une Action AMAC qualifie une opération dans laquelle il a été fait principalement appel aux spécificités de ces unités mobiles composées de voitures blindées, bien armées en mitrailleuses et canons, servies par du personnel expérimenté et solidaire.
| Grade           | Nom               | Date de blessure/décès/disparition | Circonstance |
| --------------- | ----------------- | ---------------------------------- | ------------ |
| matelot         | Maurice Le Guével | blessé le 10 juillet 1915          | AMAC         |
| quartier-maître | Jean Le Touzé     | blessé le 11 juillet 1915          | AMAC         |
| matelot         | Joseph Besson     | blessé le 24 juillet 1915          | AMAC         |
| soldat          | Paul Bouhélier    | blessé le 24 juillet 1915          | AMAC         |
| matelot         | Maxime Gabriel    | blessé le 24 juillet 1915          | AMAC         |
| brigadier       | Paul Bouhélier    | blessé le 17 février 1916          | tranchées    |
| quartier-maître | Ludovic Chapron   | tué le 22 février 1916             | tranchées    |
| matelot         | Louis Gonnet      | blessé le 28 février 1916          | tranchées    |

## Distinctions et décorations
Le 14e groupe d'autos-mitrailleuses et d'autos-canons n'a pas obtenu de décoration collective pendant la campagne contre l'Allemagne qui, pour lui, s'est arrêtée en septembre 1916. Les opérations auxquelles le groupe a participé avant cette date ont cependant donné lieu à l'attribution d'au moins 18 citations individuelles, sans préjuger du nombre de celles qui auraient pu ne pas être recensées dans les travaux historiques sur ce groupe.

## Personnalités ayant servi au sein du groupe
- Guy Alphonse Morel de Foucaucourt (1897-après 1958), lieutenant, issu d'une famille de la noblesse française comptant nombre d'officiers dont son frère cadet Henri de Foucaucourt. A également servi au 6e GAMAC.
- Raoul Joseph Marie de Rasilly (1880-1944), soldat, engagé volontaire, membre d'une famille subsistante de la noblesse française.
- Charles Laurent Marie François Gaspard Richard de Soultray (1896-1980), saint-cyrien, lieutenant,  membre d'une famille subsistante de la noblesse française.
- Robert de Vogüé (1870-1936), centralien, école navale, industriel, membre d'une ancienne famille aristocratique.

## Matériels
Lors de sa constitution initiale
En tant que groupe d'autos-canons de la Marine, le 14e groupe est équipé de six autos-canons sommairement blindés, construits sur un châssis Peugeot torpédo type 146, de 1913, muni de son moteur 18 HP et de quatre autos-mitrailleuses Renault ED, type 1914, dotées d'une faible protection blindée, munies du même moteur.
Dotation en blindés modèles 1915
Le 14e groupe reçoit les nouveaux modèles d'autos-canons à l'épreuve de la balle perforante allemande (dite balle S) le 9 janvier 1915. Il en est cependant désaisi un mois plus tard au profit du 9e groupe et ne récupère un nouvel ensemble de blindés que fin mars. Les autos-mitrailleuses blindées modèle 1915 sont livrées en mai 1915.
Autres véhicules
Initialement doté de deux camions de ravitaillement, le groupe reçoit deux camions supplémentaires fin 1915 juin 1915. À cette date il dispose aussi de deux voitures de liaison.
À la dissolution en août 1916
Selon un rapport parlementaire le 14e GAMAC est dissous pour des raisons de pénurie de matériel et de mauvaise coordination des services du ministère de la Guerre :

« La cavalerie [...] a commandé au commencement d’août [1916] 60 voitures à tourelle au Service automobile. Celui-ci, pour des raisons dont il attribue la paternité au GQG, n’a pas passé la commande en question, ce qui a obligé à la dissolution d’un groupe rappelé du front dont les voitures ont servi de volant pour l’entretien et le remplacement des voitures des autres groupes. »

À la reconstitution en octobre-novembre 1918
- Dotation en autos-mitrailleuse-canon White TBC

Le groupe, reconstitué quelques jours avant l'armistice, est doté des nouvelles autos-mitrailleuse-canon construites selon les dessins et brevets de MM de Ségur et Lorfeuvre sur des châssis américains White TBC. Ceci lui donne confère des capacités techniques qui peuvent expliquer sa longue mission en Allemagne.
- Dotation en autres véhicules.

Il bénéficie de camions Berliet neufs et de deux voitures de liaison d'un modèle récent dont une Chenard et Walker type colonial.